# Télescope héliographique pour l'étude du magnétisme et des instabilités solaires
 (mai 2010).
Si vous disposez d'ouvrages ou d'articles de référence ou si vous connaissez des sites web de qualité traitant du thème abordé ici, merci de compléter l'article en donnant les références utiles à sa vérifiabilité et en les liant à la section « Notes et références ».
Pour les articles homonymes, voir Thémis (homonymie).
Le Télescope héliographique pour l’étude du magnétisme et des instabilités solaires, en abrégé THEMIS, est un télescope solaire français situé à l'observatoire du Teide sur Tenerife dans les îles Canaries et destiné à l’étude du magnétisme et des instabilités solaires.

## Contexte
Dans les années 1970, la physique solaire est largement développée grâce aux observations de Meudon et au travail des théoriciens qui les ont exploitées. Les connaissances s’accumulent, mais une réponse amenant une nouvelle question, il faut sans cesse affiner les mesures des champs magnétiques et des mouvements de la matière dans les régions actives.
En 1975, le pôle solaire de l’observatoire de Meudon publiait un projet complet sur l’établissement d’un instrument solaire dans les îles Canaries. Cet instrument que Jean Rayrole concevait devait permettre la mesure des champs magnétiques avec une grande précision. Le projet déboucha vingt ans plus tard pour offrir à la communauté solaire le Télescope Héliographique pour l’Étude du Magnétisme et des Instabilités Solaires, ou plus simplement THEMIS.
Compte tenu de la complexité de cet instrument et de son actualité, nous n’en ferons qu’une description très sommaire. Il est toutefois important de comprendre la démarche scientifique qui a conduit l’équipe solaire de Meudon à l’étudier et à en assurer sa construction.

## Grands thèmes de la recherche solaire

### Génération, évolution et structure du champ magnétique
L’imagerie à haute résolution montre clairement qu’à l’exception des taches, le champ magnétique se concentre en régions de très petites dimensions, sous la forme de tubes de 0,2 seconde d’arc. Ces tubes sont, de par la pression magnétique qui s’ajoute à la pression gazeuse, moins denses que le milieu ambiant. Les chercheurs voulaient comprendre comment sont générés ces tubes magnétiques qui émergent dans la photosphère. On savait que le magnétisme solaire est produit dans les couches profondes du Soleil, au niveau de la tachocline qui sépare la zone radiative profonde de la zone convective plus superficielle par un effet dynamo. Les structures observées sont plus chaudes de 1000 °C que la photosphère et présentent une intensité du champ magnétique de l’ordre de quelques centaines de Gauss, voire moins. Ces mesures dépendent de la raie spectrale dans laquelle elles sont établies.
Pour établir un modèle d’atmosphère magnétique réaliste, il fallait donc des observations ayant une meilleure résolution angulaire, dans plusieurs raies simultanément et avec une étude complète de la polarisation dans ces raies.

### Chauffage de lacouronne solaire
L’observation de la couronne solaire a permis d’y mesurer une température de plus d’un million de degrés. En 1973, Skylab a fourni aux astronomes de très belles images en rayons X qui révélaient certaines structures du plasma coronal. Les données se sont accumulées et permettent de comprendre comment le vent solaire est diffusé selon les structures magnétiques de la couronne, mais elles n’expliquent pas la brusque remontée de température dans la zone de transition entre la chromosphère et la couronne. En 1979, Brigitte Schmieder, Pierre et Nicole Mein ont réalisé un bilan énergétique qui prenait en compte le flux radiatif et l’énergie mécanique du Soleil liée aux oscillations mesurées. Bien que leurs travaux importants aient mis en évidence certaines propriétés de la propagation des énergies dans l’atmosphère solaire, ils étaient insuffisants pour rendre compte du chauffage de la couronne. L’équipe aurait aimé pouvoir disposer simultanément de cartes de champ magnétique dans la photosphère et la chromosphère ainsi que de cartes de champs de vitesses à plusieurs altitudes.
Les courants électriques dans la couronne et les éruptions solaires. Une éruption est une libération brutale d’énergie magnétique. Cet évènement spectaculaire propulse dans l’espace des électrons énergétiques à 1 MeV, mais aussi dans une proportion moindre des électrons plus énergétiques à 10 MeV, des protons, du Hα, UV, EUV, des rayons X ainsi que des ondes de choc. Une éruption présente plusieurs phases qui sont l’agitation prééruptive (2 heures), le déclenchement (1 seconde), la phase de flash (10 minutes) et la phase principale (1 heure). On explique le déclenchement de l’éruption par l’accumulation d’énergie dans la couronne par les courants électriques et la reconnexion magnétique qui libère l’énergie.
Les chercheurs désiraient obtenir des cartes à trois dimensions du système de courants par la mesure des champs magnétiques. Il fallait pour cela un magnétomètre capable de mesurer les 3 composantes du champ magnétique.

### Physique des structures fines de la photosphère
Au pic du Midi, avec la lunette Jean Rösch, Richard Muller avait réalisé d’excellents travaux d’imagerie de la photosphère qui ont permis de mieux connaître certaines structures et d’en découvrir d’autres.
La granulation autour des taches solaires est légèrement plus petite que la granulation normale et présente certaines différences dynamiques qui semblent révéler un champ magnétique faible qui modifierait la convection. Les filigrées apparaissent comme des points brillants aux limites des supergranules. Ils sont dans les intergranules et ont une dimension inférieure à 0,3 seconde d’arc, soit moins de 250 kilomètres. Ils sont associés à des champs magnétiques très forts (1500 G). Les facules photosphériques sont des structures brillantes observées dans le continu vers le limbe. Elles sont granulaires et présentent un fort excès de température. La pénombre des taches solaires est formée de grains brillants, alignés en filaments qui se détachent sur un fond sombre. Larges de 0,4 seconde d’arc, ils sont animés d’un mouvement dirigé vers l’ombre. On observe aussi dans l’ombre des taches des points brillants dont la nature est fortement discutée.
Ces objets nécessitaient des observations à haute résolution angulaire que seul un instrument de grand diamètre pouvait fournir.

## Projet THEMIS
Les grands thèmes évoqués plus haut ont amené la communauté solaire française à imaginer un télescope solaire qui allie plusieurs qualités : grande résolution angulaire, situation privilégiée et absence de polarisation instrumentale. Il fallait pouvoir mesurer les champs magnétiques, donc la polarisation dans les raies spectrales, sur des structures très fines de l’atmosphère du Soleil.
Jean Rayrole avait déjà une très grande expérience dans l’étude des champs magnétiques solaires grâce au magnétographe de Meudon. Malheureusement, l’utilisation d’un sidérostat introduit une forte polarisation linéaire qui limite considérablement les possibilités de l’instrument. Pour faire une analyse complète de la polarisation, il faut pouvoir déterminer les paramètres de Stokes de l’onde lumineuse. Les paramètres de Stokes sont un ensemble de quatre valeurs qui décrivent l’état de polarisation d’une onde électromagnétique. Ces paramètres sont souvent notés sous la forme d’un vecteur et s’expriment en fonction de l’intensité totale du faisceau, son taux de polarisation et les paramètres de l’ellipse de polarisation. Ils permettent de décrire la lumière non polarisée, partiellement et totalement polarisée. Cette représentation vectorielle est adaptée à l’expérience, car chaque paramètre correspond à une somme ou une différence d’intensités mesurable.
I = 1, Q = U = V = 0 : la lumière est naturelle
I² = Q²+U² + V² : la lumière est totalement polarisée
V = 0 : la polarisation est rectiligne
V = I, U = Q = 0 : polarisation circulaire
U = 0 : polarisation elliptique
THEMIS est un télescope de type Ritchey-Chrétien sous vide, directement pointé sur le Soleil. Sa polarisation elliptique est nulle et la polarisation rectiligne inférieure à 1/10000. Il focalise l’image du Soleil sur la fente d’un spectrographe derrière laquelle on place des lames cristallines achromatiques, quart d’onde pour mesurer la polarisation circulaire et demi onde pour la polarisation rectiligne. Les axes de ces lames sont parallèles et perpendiculaires à la fente du spectrographe. On place ensuite deux cristaux de quartz dont les faces sont taillées à 45° de l’axe cristallographique. Ils sont croisés l’un par rapport à l’autre et orientés de façon que les deux faisceaux de lumière rectiligne qu’ils transmettent soient polarisés à 45° de la fente du spectrographe.
Le bâtiment THEMIS est conçu pour conserver la qualité des images. Les formes arrondies de la construction limitent la turbulence. Son orientation, en fonction des vents dominants, est optimisée pour favoriser les observations matinales qui sont les meilleures. Le bardage d’aluminium peint en blanc réduit l’échauffement. Le télescope est porté par une tour intérieure en béton indépendante du bâtiment principal pour éviter la propagation des vibrations. Le télescope est à 22,5 mètres du sol au-dessus de la zone de turbulence due à l’échauffement de la terre par le Soleil.
Le système THEMIS est composé d’un télescope Ritchey-Chrétien (variante du Cassegrain classique à grand champ) de 90 cm de diamètre sous vide. L’analyseur de polarisation et le miroir secondaire sont refroidis. Un dispositif d’optique adaptative pour annuler la turbulence atmosphérique est en cours d’étude. Un spectrographe prédisperseur permet de sélectionner les domaines à observer qui sont envoyés sur un spectrographe échelle. Avec un tel système, l’observateur obtient autant de spectres que de domaines choisis. 20 caméras CCD collectent les données spectrales. Le prédisperseur et le spectrographe échelle peuvent aussi être utilisés en spectro-imagerie. Les spectrographes fournissent plus de 2 millions d’octets de données par seconde, soit l’équivalent de plus de 8000 profils de raies toutes les deux secondes.
Une seconde instrumentation, construite par l’Italie, est disponible. Il s’agit d’un filtre universel biréfringent comprenant un interféromètre de Fabry-Perot à bande étroite de 0,02 Å équipé d’une caméra CCD. Afin d’exploiter au mieux ces données, une base informatique, BASS2000, est en place à Tarbes. Elle regroupe également les informations provenant des autres observatoires français et est en relation avec la base MEDOC qui archive les données du satellite SOHO.